# Spheginobaccha macropoda
Spheginobaccha macropoda är en tvåvingeart som först beskrevs av Jacques-Marie-Frangile Bigot 1884.  Spheginobaccha macropoda ingår i släktet Spheginobaccha och familjen blomflugor. Inga underarter finns listade i Catalogue of Life.